# Templo de San Juan de Dios (San Luis Potosí)
El Templo de Nuestra Señora del Rosario, más conocido como el Templo de San Juan de Dios, es un edificio católico ubicado en el centro histórico de la ciudad de San Luis Potosí, San Luis Potosí, México. El templo es catalogado como monumento histórico por el Instituto Nacional de Antropología e Historia (INAH) para su preservación.

## Historia
En 1611 el segundo virrey de Nueva España Luis de Velasco y Ruiz de Alarcón aprobó para que se levantara una capilla en honor a Juan el Bautista. En 1615 comenzaron las obras de construcción de un hospital convento al servicio de la Orden Hospitalaria de San Juan de Dios. El hospital anexo al templo fue edificado gracias a la generosidad de un noble. Por órdenes del virrey Félix Calleja el complejo se convirtió en un hospital militar. Posteriormente su hospital fue convertido en la Escuela Modelo, construido de 1905 a 1907. Durante la Revolución mexicana fue uno de los polos de conspiración en la ciudad, saliendo de ahí Luis Herrera Cano. La antigua Escuela Modelo actualmente es el Museo Federico Silva.
En 1902 el templo de San Juan de Dios fue entregado a la Orden de Predicadores. Anteriormente los dominicos estaban asentados en la Capilla del Espíritu Santo. Desde entonces el templo está dedicada a la Virgen del Rosario y a esto se le debe los dos nombres que lleva hasta la fecha.

## Arquitectura
En la época virreinal fue una de las iglesias más opulentas. Su fachada fue compuesta por mampostería, siendo recubierta con cantera en 1911. En medio en la parte superior hay una hornacina con la imagen de la Virgen del Rosario. Se dice que la original fue sustituida hace un tiempo atrás para conservarla. Su entrada tiene un arco de cantera que le da soporte, esta fue remodelada en 1908. Tiene una torre campanario de cantera rosa con una arquitectura angulosa y muros gruesos.
En su cúpula se encuentra la obra de Fernando Leal titulada La protección de la Virgen a Santo Domingo, pintada en 1945.
Su entrada principal está enmarcada por madera labrada. Su atrio cuenta con dos salas pequeñas que muestran esculturas de arte sacro talladas en madera. Tiene una sacristía, una capilla y una estrecha sala de mausoleos y hornacinas. Es de una sola nave con capillas laterales que fue remodelada en 1966 para colocar una nueva vía crucis con lápidas que hacen referencia a las estaciones. Se construyó un ábside y se instaló un nuevo altar. En su interior se encuentra la capilla de la Virgen de la Salud que fue edificada en 1742. La capilla tiene un altar de Domingo de Guzmán, con Catalina de Siena en la izquierda y a la derecha Imelda Lambertini. Su sala lateral tiene un lienzo en honor a la Santísima Trinidad.

## Galería

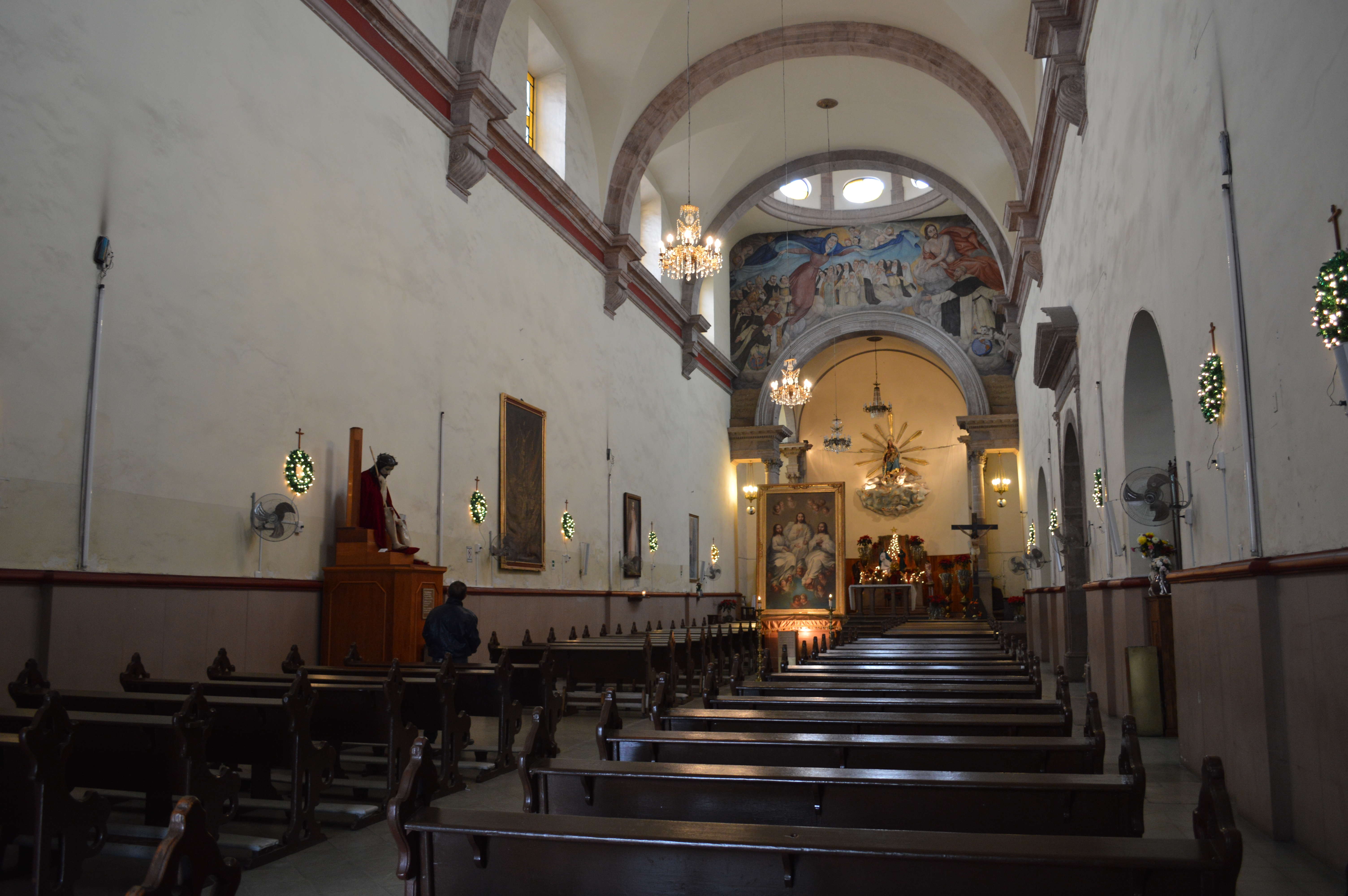
El interior.
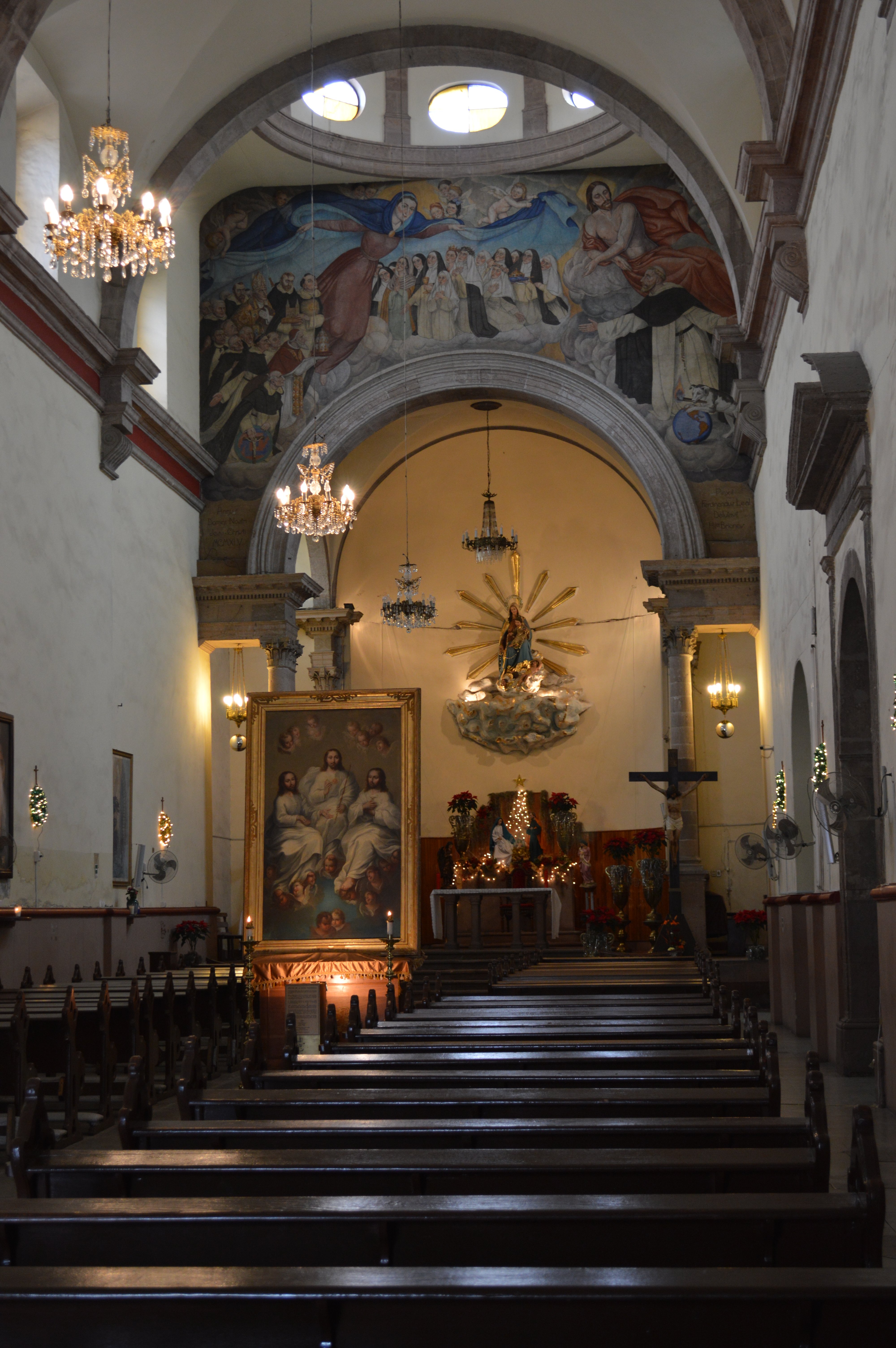
El altar.
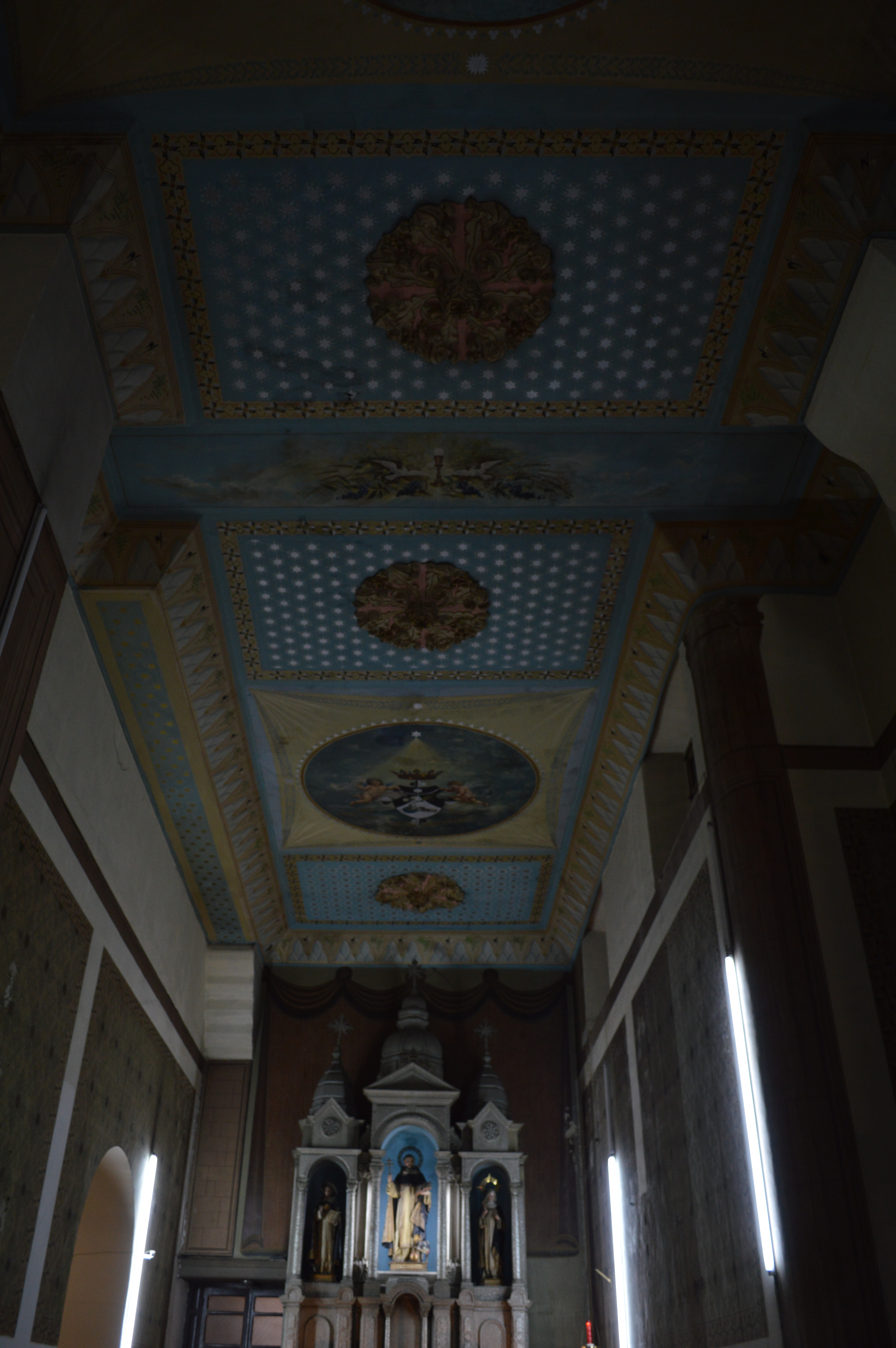
Capilla de la Virgen de la Salud.
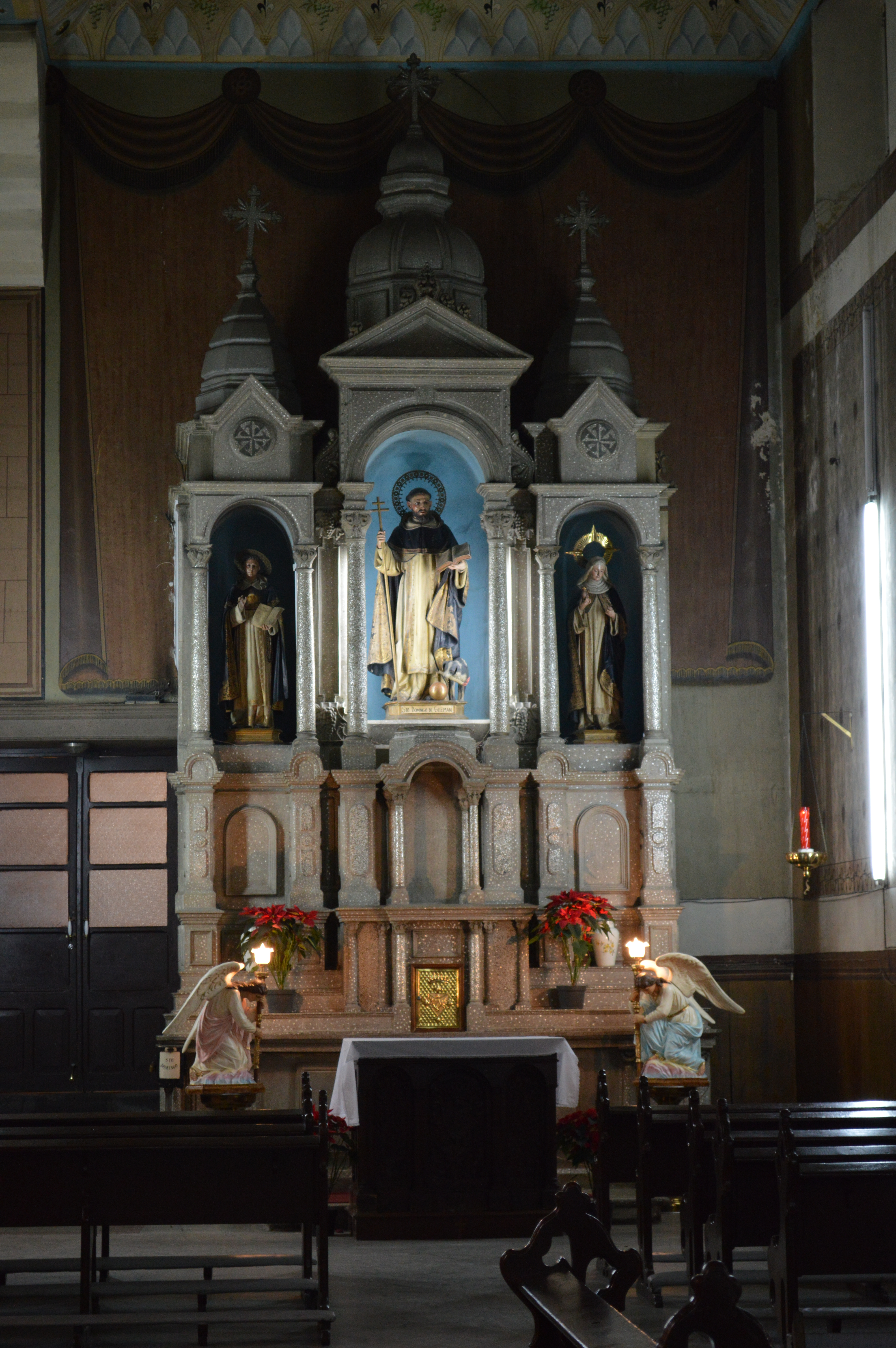
Altar de Santo Domingo.
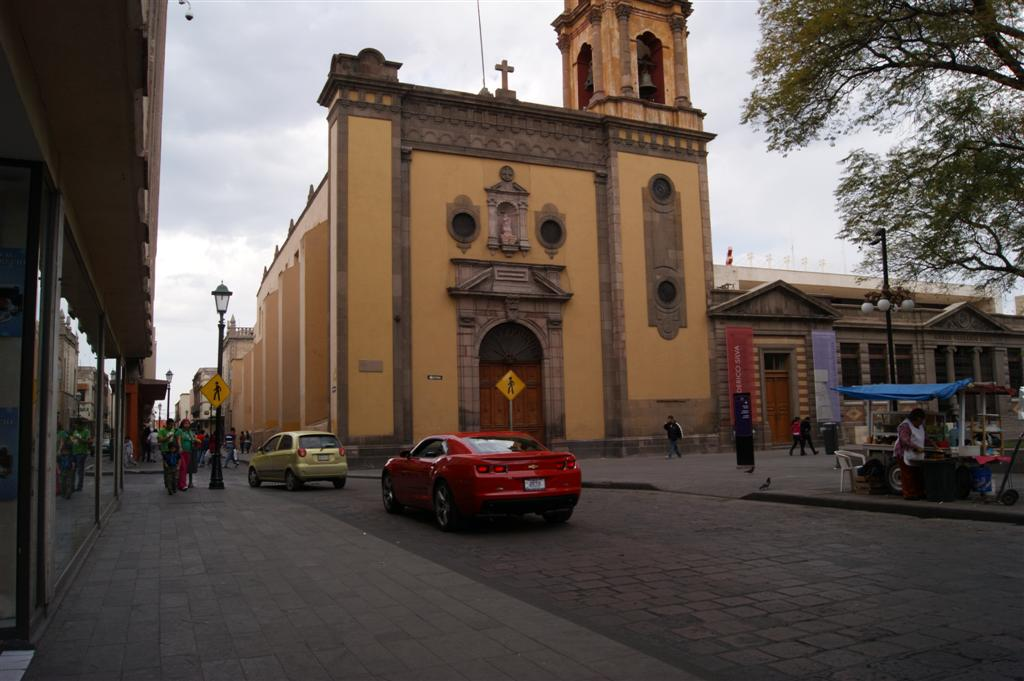
El templo y el Museo Federico Silva.